# Wyszczas
Wyszczas (571 m n.p.m.) – niewielkie wzniesienie w Beskidzie Wyspowym, w Dobrej, w powiecie limanowskim, w województwie małopolskim.
Wznosi się na terenie miejscowości Dobra, na granicy z Podłopieniem. Sam szczyt jest porośnięty lasem, pola i łąki sięgają do ok. 540 m n.p.m. Południową stroną góry, dolnymi stokami ciągną się tory linii kolejowej nr 104. Od Łopienia oddzielony jest Łososiną. W kierunku północno-zachodnim od Wyszczasu odchodzi grzbiet (wzdłuż drogi Dobra-Porąbka) osiągający wysokość 630 m n.p.m. Wzniesienie to na mapie Geoportal nie ma podanej nazwy.